# Johanniskirche (Arenshorst)

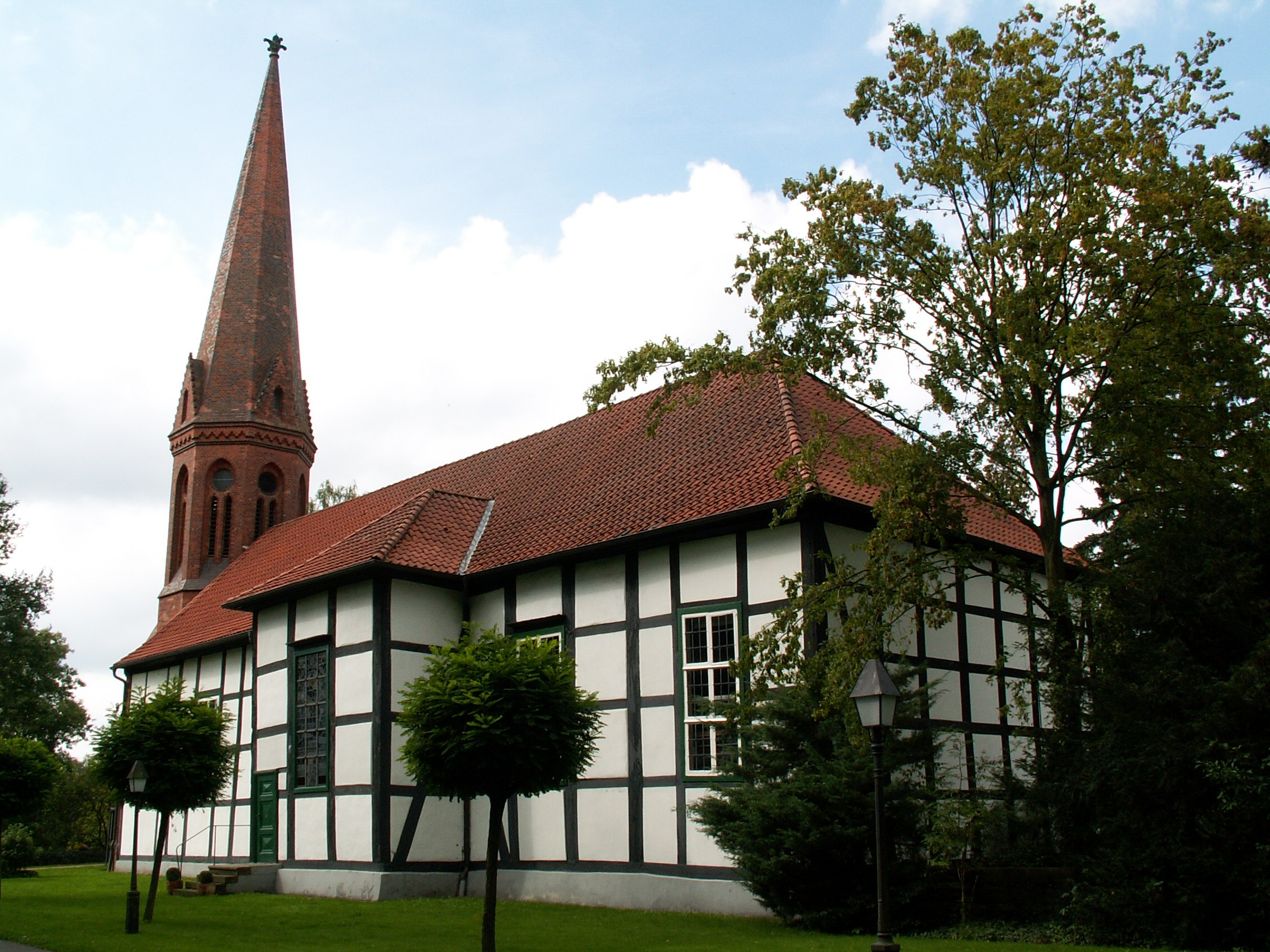
Ansicht von Südosten

Die Johanniskirche in Arenshorst, einer Ortschaft in der Gemeinde Bohmte, ist die Pfarrkirche der evangelisch-lutherischen Kirchengemeinde Arenshorst, die dem Kirchenkreis Bramsche der Evangelisch-lutherischen Landeskirche Hannovers angehört.

## Geschichte und Architektur

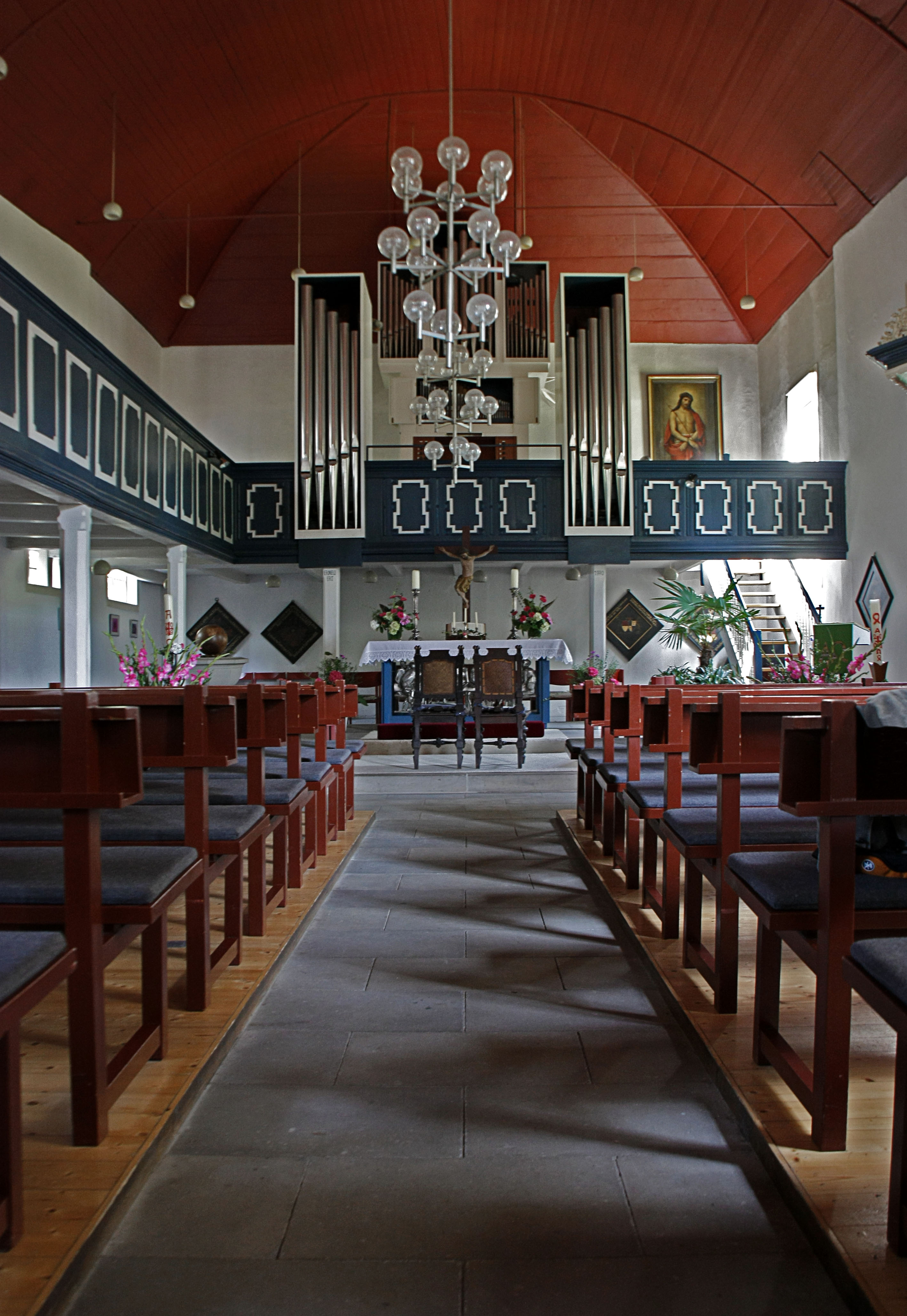
Inneres

Die Kirche geht auf die 1353 oder 1354 erstmals urkundlich erwähnte Kapelle der benachbarten Wasserburg Gut Arenshorst zurück.
Nach der Einführung der Reformation wurde das Kirchengebäude 1623 erneuert und der rechteckige Saal des bis heute bestehenden Fachwerkbaus errichtet. Dieser wurde 1774 nach Westen und in der ersten Hälfte des 19. Jahrhunderts nach Süden und Norden erweitert. 1875 wurde ein neugotischer Backstein-Kirchturm nach einem Entwurf Conrad Wilhelm Hases angebaut, der einen Dachreiter ersetzte.
Die 1815 zur Pfarrkirche erhobene Johanniskirche wurde 1970 außen und innen umfassend renoviert.

## Innenausstattung
Das älteste in der Kirche erhaltene Kunstwerk ist das Altarkreuz aus der ersten Hälfte des 14. Jahrhunderts, das mit der Kreuzigungsgruppe der Laurentiuskirche in Schledehausen vergleichbar ist. Der Kanzel aus der Zeit um 1640 wurden später Rokoko-Ornamente aufgesetzt. Zugleich wurde sie mit einer Kanzeluhr versehen. Altar und Orgelprospekt stammen vom Ende des 18. Jahrhunderts.